# Battaristis
Battaristis is een geslacht van vlinders van de familie tastermotten (Gelechiidae).

## Soorten
- B. acroglypta Meyrick, 1929
- B. amphiscolia Meyrick, 1914
- B. ardiophora Meyrick, 1914
- B. atelesta Meyrick, 1914
- B. bistrigella (Busck, 1914)
- B. concisa Meyrick, 1929
- B. coniosema Meyrick, 1922
- B. curtella (Busck, 1914)
- B. cyclella (Busck, 1903)
- B. emissurella (Walker, 1864)
- B. ichnota Meyrick, 1914
- B. melanamba Meyrick, 1914
- B. nigratomella (Clemens, 1863)
- B. orthocampta Meyrick, 1914
- B. parazela Meyrick, 1929
- B. pasadenae (Keifer, 1935)
- B. perinaeta (Walsingham, 1910)
- B. prismatopa Meyrick, 1914

- B. psamathaula Meyrick, 1934
- B. rhythmodes Meyrick, 1929
- B. sphenodelta Meyrick, 1922
- B. stereogramma Meyrick, 1914
- B. symphora (Walsingham, 1911)
- B. syngraphopa Meyrick, 1922
- B. synocha Meyrick, 1922
- B. tricentrota Meyrick, 1931
- B. unistrigella (Busck, 1914)
- B. vittella (Busck, 1916)